# Франция (команда А1)
Команда Франции в гонках А1 — команда, представляющая Францию в международной серии кольцевых автогонок «А1 Гран-при».
На данный момент команда уверенно лидирует в сезоне 2005—2006, набрав 106 очков и выиграв 9 из 12-ти прошедших гонок.

## Пилоты
- Александр Према
- Николя Лапьер

Перед сезоном было решено, что два зарегистрированных гонщика команды  будут чередоваться, участвуя в Гран-при через одного. Пока что оба пилота справляются на «отлично»: Александр Према выиграл 4 гонки и принёс команде 51 очко, Николя Лапьер — 5 гонок и 55 очков.
В команде царит дружеская атмосфера, пилоты поддерживают друг друга и приезжают на Гран-при, где участвует их партнёр. Никакого соперничества в команде Франции нет, тем более, что в серии А1 нет чемпионата пилотов, а только чемпионат наций.